# Don Chisciotte (serie animata 1979)
Don Chisciotte (Don Quijote de la Mancha) è una serie televisiva animata prodotta da RTVE nel 1979, ispirata dal romanzo Don Chisciotte della Mancia di Miguel de Cervantes. In Italia è stata trasmessa dal 1982 dalle televisioni locali.

## Trama
La serie propone molte delle disavventure del comico cavaliere Don Chisciotte e del servo Sancho Panza, alla ricerca di principesse da sposare e di nemici fittizi da sconfiggere, come mulini a vento, mercanti e ladri.

## Personaggi
- Don Chisciotte, doppiato da Valerio Ruggeri
- Sancho Panza, doppiato da Gastone Pescucci